# Tonnie van As
Anton Wilhelm Hendrik (Tonnie) van As (Hillegersberg, 1 april 1928 – Port Coquitlam, 30 mei 2021) was een Nederlands voetballer.

## Biografie
Tonnie van As was de zoon van Cornelis Jacobus van As en Neeltje van Weelderen.
Hij speelde van 1948 tot 1949 bij Vitesse als linksbuiten. Hij maakte zijn debuut in het eerste elftal op 9 mei 1948 in de degradatiewedstrijd tegen PEC. Op 17 mei 1948 maakte van As in de degradatiewedstrijd tegen TEC zijn eerste doelpunt in dienst van Vitesse. Hij maakte zijn debuut in Tweede klasse op 5 september 1948 tegen DVV Labor.
Hij emigreerde naar Canada in de vroege jaren 1950. Hij werkte als tandarts.

## Statistieken
| Club    | Seizoen | Competitie | Competitie | Beker | Beker | Overige | Overige | Totaal | Totaal |
| Club    | Seizoen | Wed.       | Dlp.       | Wed.  | Dlp.  | Wed.    | Dlp.    | Wed.   | Dlp.   |
| ------- | ------- | ---------- | ---------- | ----- | ----- | ------- | ------- | ------ | ------ |
| Vitesse | 1947/48 | 0          | 0          | -     | -     | 2       | 1       | 2      | 1      |
| Vitesse | 1948/49 | 9          | 1          | 3     | 3     | -       | -       | 12     | 4      |
| Total   | Total   | 9          | 1          | 3     | 3     | 2       | 1       | 14     | 5      |